# کاستیبی ای ال بیلار
کاستیبی ای ال بیلار (به اسپانیایی: Castellbell i el Vilar) یک شهرستان در اسپانیا است که در کاتالونیا واقع شده‌است.

## خصوصیات
کاستیبی ای ال بیلار ۲۴٫۴۸ کیلومترمربع مساحت و ۳٬۴۷۹ نفر جمعیت دارد و ۱۷۸ متر بالاتر از سطح دریا واقع شده‌است.